# Juice Wrld
Juice Wrld (stilizzato Juice WRLD), pseudonimo di Jarad Anthony Higgins (Chicago, 2 dicembre 1998 – Oak Lawn, 8 dicembre 2019), è stato un rapper e cantautore statunitense.
È salito alla ribalta grazie al singolo Lucid Dreams nel 2018 che ha raggiunto il secondo posto della Billboard Hot 100 statunitense e in seguito a cui ha ottenuto un contratto discografico con la Interscope Records. Il singolo ha anticipato la pubblicazione del suo album in studio di debutto in studio Goodbye & Good Riddance (2018), che ha raggiunto il sesto posto nella Billboard 200 statunitense ed è stato certificato platino negli Stati Uniti, in Canada e Nuova Zelanda. Nel 2019 viene messo in commercio il suo secondo album, Death Race for Love, in grado di debuttare in vetta alla Billboard 200. Si è rivelato poi essere il suo ultimo lavoro a causa della sua prematura morte avvenuta all'aeroporto di Chicago l'8 dicembre 2019 a causa di un attacco epilettico a seguito di un'overdose di sostanze stupefacenti. Nel 2020 arriva il primo album postumo Legend Never Die. debuttando al primo posto della classifica Billboard 200 degli Stati Uniti, vendendo quasi 500.000 copie solo nella prima settimana, l’album vede la partecipazione di artisti dal calibro di Eminem, Marshmello, Halsey e molti altri. Verso la fine del 2021 è il turno del secondo album postumo del rapper Fighting Demons, trainato dai singoli Already Dead e Wandered to LA, quest’ultimo in collaborazione con il cantante canadese Justin Bieber. Il 29 novembre 2024 viene pubblicato quello che viene promosso come l’ultimo album postumo dell’artista, The Party Never Ends.

## Biografia

### Primi anni
Jarad Anthony Higgins nacque il 2 dicembre 1998 a Chicago, nell'Illinois. In seguito si trasferì a Homewood, Illinois, dove frequentò la Homewood-Flossmoor High School. I suoi genitori divorziarono quando aveva tre anni e Higgins crebbe con la madre ed il fratello maggiore. La madre, molto religiosa e conservatrice, non permise ad Higgins di ascoltare l'hip-hop, invogliandolo ad ascoltare musica rock e pop; questo permise ad Higgins di conoscere artisti come Billy Idol, Blink 182, Black Sabbath, Fall Out Boy, Megadeth e Panic! at the Disco. Juice dichiarò anche che negli anni della sua infanzia fu costretto a trasferirsi molto e gli venne diagnosticato un disturbo dell'attenzione, che sua madre cercava di curare facendogli prendere dosi molto alte di farmaci contro questo disturbo.
Higgins faceva uso di molte sostanze durante la sua adolescenza. Iniziò a bere purple drank e utilizzare ossicodone e xanax a 15 anni, nel 2013. Higgins ha anche fumato sigarette, smettendo l'ultimo anno di scuola a causa di problemi di salute. Da allora, si dedicò a fumare solo cannabis.
Ha imparato a suonare il pianoforte a quattro anni, studiando prima con sua madre per poi prendere lezioni private; successivamente studiò anche chitarra, batteria e tromba. Higgins cominciò a dedicarsi al rap nel suo secondo anno di high school.

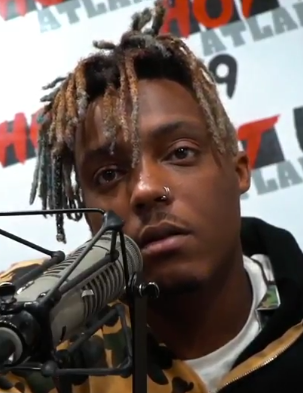
Juice Wrld nel 2018

Higgins iniziò a svilupparsi come artista durante il suo primo anno di college. La sua prima traccia, Forever, fu distribuita su SoundCloud nel 2015 con lo pseudonimo di JuicetheKidd. Higgins registrò la maggior parte delle sue prime tracce su un telefono cellulare, per poi caricarle su SoundCloud. Successivamente cambiò il suo pseudonimo in Juice Wrld, un nome ispirato dal suo affetto per il rapper Tupac Shakur e la sua parte nel film Juice.

### Goodbye & Good Riddance(2017–2018)
La sua prima traccia prodotta dal suo produttore Nick Mira, Too Much Cash, uscì nel 2017. Mentre pubblicava progetti e canzoni su SoundCloud, Higgins lavorava in una fabbrica, ma fu licenziato dopo sole due settimane perché non si sentiva soddisfatto dal suo lavoro. Dopo aver aderito al collettivo Internet Money, il 15 giugno 2017 Higgins pubblicò il suo EP, 9 9 9, con il brano Lucid Dreams, che fu in seguito aggiunta al suo primo album in studio Goodbye & Good Riddance. A metà 2017 ha ricevuto l'attenzione di artisti come Waka Flocka Flame e Southside, oltre che dei colleghi di Chicago G Herbo e Lil Bibby. Successivamente ha firmato con l'etichetta discografica di proprietà di Lil Bibby, la Grade A Productions.
Nel dicembre 2017, Higgins ha pubblicato l'EP Nothings Different, contenente tre canzoni. Fu presentato in numerosi blog di hiphop, come Lyrical Lemonade. Nel febbraio 2018 fu pubblicato il video musicale del brano All Girls Are the Same, diretto da Cole Bennett. Dopo l'uscita del video, Higgins firmò un contratto con Interscope Records per 3000000 $ ed è stato presentato in anteprima un remix con Lil Yachty. All Girls Are the Same venne elogiata dalla critica, ricevendo la designazione "Best New Music" da Pitchfork. Questa e Lucid Dreams sono stati i primi brani di Higgins ad entrare su una classifica Billboard, debuttando rispettivamente al numero 92 e 74 sulla Billboard Hot 100.
Nel maggio 2018, Lucid Dreams fu ufficialmente pubblicato come singolo, raggiungendo la seconda posizione nella Billboard Hot 100. Lucid Dreams è stato seguito da Lean wit Me, pubblicato il 22 maggio. Higgins pubblicò il suo primo album in studio, Goodbye & Good Riddance, il 23 maggio 2018. Il progetto gli fece guadagnare molti riconoscimenti, oltre a consolidare il suo ruolo di stella nascente negli Stati Uniti. Il 19 giugno 2018 pubblicò un EP contenente due canzoni: Too Soon..., dedicato ai defunti rapper Lil Peep e XXXTentacion, il quale è stato ucciso in una rapina il giorno prima, e Legends, che debuttò alla numero 65 sulla Billboard Hot 100. Higgins ha detto che lui e XXXTentacion erano amici e che si chiamavano insieme su FaceTime, rivelando che la loro ultima conversazione riguardava un incontro. La copertina di Too Soon... è uno screenshot di una conversazione tra Higgins e XXXTentacion.
Il primo singolo di Juice Wrld derivato da una collaborazione fu Wasted, che venne pubblicato il 10 luglio 2018. La canzone, che vide la partecipazione di Lil Uzi Vert, fu aggiunta a Goodbye & Good Riddance e debuttò al numero 67 della Billboard Hot 100. Il giorno dopo Higgins annunciò che stava lavorando al suo nuovo album. Dopo una serie di voci, il produttore di Higgins, Danny Wolf, pubblicò ufficialmente Motions su SoundCloud. Il 20 luglio 2018, Higgins annunciò il suo primo tour, WRLD Domination, in compagnia dei rapper Cordae e Lil Mosey.

### Il secondo album:Death Race for Love(2019)
Higgins è apparso in Astroworld di Travis Scott con la canzone No Bystanders che raggiunse il numero 31 della Billboard Hot 100. Ha anche avuto il suo debutto televisivo eseguendo la canzone Lucid Dreams su Jimmy Kimmel Live! l'8 agosto 2018. Il 15 ottobre viene pubblicato il singolo Armed and Dangerous assieme a un video musicale in concomitanza con l'uscita di Fine China in collaborazione con Future, singolo principale del nuovo mixtape collaborativo dei due intitolato Wrld on Drugs. Epic Records ha pubblicato il mixtape su tutte le piattaforme il 19 ottobre. A dicembre, Ski Mask the Slump God confermò che nel 2019 lui e Juice Wrld avrebbero pubblicato un mixtape chiamato Evil Twins. Ha collaborato con la cantante americana Seezyn per la canzone Hide contenuta all'interno della colonna sonora del film Spider-Man: Into the Spider-Verse, pubblicata il 14 dicembre 2018. La coppia ha anche annunciato un tour del 2019 con 30 concerti in Nord America, prima che Juice annunciasse a febbraio che il suo secondo album in studio, Death Race for Love, sarebbe uscito l'8 marzo 2019. Poi si introdusse nel The Nicki Wrld Tour, al fianco di Nicki Minaj.
Il 13 febbraio 2019 pubblicò il singolo Robbery, che raggiunse la posizione numero 27 della Billboard Hot 100, mentre il 1º marzo è la volta di Hear Me Calling. Il 26 giugno Higgins partecipò come featuring nel brano Hate Me della cantautrice britannica Ellie Goulding, mentre il 21 giugno venne rilasciata come singolo All Night, collaborazione con la boy band coreana BTS. A questi sono seguiti i singoli Run, Graduation con Benny Blanco e Bandit, realizzato in collaborazione con YoungBoy Never Broke Again. Nel 2019 fu avviata una causa giudiziaria con Sting per una disputa sui diritti d'autore di Shape Of My Heart, sua canzone campionata nel singolo Lucid Dreams.

### Morte
L'8 dicembre 2019, Higgins era a bordo di un jet Gulfstream privato in volo dall'aeroporto di Van Nuys a Los Angeles all'aeroporto internazionale di Midway a Chicago, dove le forze dell'ordine stavano aspettando l'arrivo del jet, poiché il pilota le aveva informate che il jet trasportava armi e droghe. Dopo l'atterraggio, quando Higgins e il suo entourage erano giunti nella lobby dell'aeroporto, le forze dell'ordine hanno svolto dei controlli con cani antidroga ed hanno rivelato di aver trovato nelle valigie dei passeggeri del jet tre pistole, delle munizioni, sei bottiglie di sciroppo alla codeina e 70 libbre (circa 32 kg) di marijuana. Durante i controlli Higgins ha cominciato ad avere delle convulsioni, quindi diversi membri dell'entourage di Higgins hanno dichiarato alle forze dell'ordine che Higgins aveva "problemi di droga" ed avrebbe preso "diverse pillole" di Percocet (un antidolorifico a base di ossicodone e paracetamolo).
Quindi gli sono state somministrate due dosi di Narcan mentre si sospettava un sovradosaggio da oppioidi. Higgins fu trasportato all'Advocate Christ Medical Center di Oak Lawn, dove è stato dichiarato morto alle ore 3:14, all'età di 21 anni.
Il funerale di Higgins si è tenuto il 13 dicembre 2019, presso la Holy Temple Cathedral Church of God in Christ a Harvey, Illinois. Erano presenti amici e parenti, inclusi artisti che hanno collaborato con lui, tra i più famosi troviamo Ski Mask the Slump God e Young Thug.

### Carriera postuma (2020-presente)
Higgins ha fatto la sua prima apparizione postuma nell'undicesimo album di Eminem, Music To Be Murdered By, nel brano Godzilla, pubblicato il 17 gennaio 2020. Il brano ha avuto un grande successo, posizionandosi al terzo posto nella Billboard Hot 100, e al primo posto nella UK Single Chart.
Il 22 gennaio 2020, è stato pubblicato dai membri della sua famiglia e dal team di A Grade Productions un messaggio sull'account Instagram di Higgins, nel quale sono stati ringraziati i fan per la loro adorazione ed è stata confermata la loro intenzione di voler pubblicare la musica su cui stava ancora lavorando prima della sua morte:
Higgins è stato incluso nella title track del quarto album in studio di G Herbo, PTSD, pubblicato il 28 febbraio 2020. Il brano contiene anche le voci di Lil Uzi Vert e Chance the Rapper. Il 13 marzo 2020, è stato pubblicato un remix del singolo Suicidal, dall'album di YNW Melly, Melly vs. Melvin, in collaborazione con Higgins. Il remix includeva una strofa e una conclusione alternativa che Higgins aveva registrato. La canzone è riapparsa nella Billboard Hot 100 e ha raggiunto la posizione 20 dopo l'uscita del remix.
Il 17 aprile è stato pubblicato il singolo No Me Ame, una collaborazione multilingue tra Higgins, il produttore discografico giamaicano Rvssian e il rapper portoricano Anuel AA. Un'immagine generata al computer di Higgins come angelo appare sullo sfondo del video musicale di No Me Ame. Il 23 aprile, il team di Higgins ha annunciato sul suo account Instagram che il suo primo singolo postumo, Righteous, sarebbe stato pubblicato più tardi quella notte. Righteous è stato pubblicato nella notte del 24 aprile 2020, accompagnato da un videoclip, con filmati di Higgins, caricato sul suo canale YouTube. Higgins ha registrato la canzone nel suo studio di casa a Los Angeles. Il 4 maggio, la fidanzata di Higgins ha annunciato il titolo del suo secondo album postumo, intitolato The Outsiders. Il 29 maggio, è stato pubblicato il brano Tell Me U Luv Me con Trippie Redd, insieme a un video musicale diretto da Cole Bennett. Il 12 giugno, è stato pubblicato il brano Go, la collaborazione di Higgins con il rapper australiano The Kid Laroi (di cui Higgins è stato il mentore).
Il 6 luglio, il team di Higgins ha annunciato pubblicamente che il titolo del primo album postumo del defunto rapper era stato cambiato in Legends Never Die. Lo stesso giorno, il team di Higgins ha pubblicato il brano Life's a Mess in collaborazione con Halsey e il 9 luglio il brano Come & Go in collaborazione con Marshmello. L'album è stato pubblicato il 10 luglio 2020, con 21 canzoni e 4 singoli che il team di Higgins sostiene rappresenta al meglio la musica che Juice stava creando. L'album ha debuttato al primo posto della Billboard 200. Cinque delle canzoni hanno raggiunto la top 10 della Billboard Hot 100 nella settimana terminata il 25 luglio 2020: Come & Go, Wishing Well, Conversations, Life's a Mess e Hate The Other Side, che hanno raggiunto rispettivamente la posizione due, cinque, sette, nove e dieci. Higgins è il terzo artista ad aver mai realizzato questa impresa, gli altri due sono i Beatles e Drake. Life's a Mess in particolare è balzato dalla posizione 74 alla posizione 9 quella settimana. Nella notte del 6 agosto, Smile, con The Weeknd, è stato pubblicato come singolo. Il brano era stato precedentemente trapelato su YouTube e SoundCloud con il nome Sad, con un verso aperto al posto di quello di The Weeknd. Il 2 dicembre 2020 Higgins ha pubblicato il singolo Real Shit, in collaborazione con Benny Blanco. Sei giorni dopo è stato pubblicato il singolo Reminds Me of You con The Kid Laroi.
Nel 2021 Higgins ha pubblicato due singoli: Bad Boy con Young Thug e Life's a Mess II con Clever e Post Malone. L'ultimo dei due è un remix del singolo Life's a Mess con Halsey. Il 12 novembre è uscito il singolo Already Dead, primo singolo promozionale del quarto album in studio di Higgins. Il 3 dicembre è uscito il secondo singolo promozionale, chiamato Wandered to LA. Il suo secondo album postumo Fighting Demons viene pubblicato su ogni piattaforma il 10 dicembre, in concomitanza col Juice Wrld Day, organizzato dal suo team in suo ricordo.
Il 29 novembre 2024, dopo una lunga pre annunciazione con l'EP The Pre-Party, è rilasciato l'album The Party Never Ends, con apparizioni di Offset, Eminem, Nicki Minaj, Benny Blanco, The Kid Laroi e Fall Out Boy. Il 30 novembre si è tenuto il concerto di Fortnite di Higgins, parte dell'evento Remix: Il Finale. Questo evento ha attirato oltre 14 milioni di spettatori in tutto il mondo, rendendolo uno dei concerti virtuali più visti della storia. Durante il concerto, è stato presentato in anteprima mondiale il brano Empty Out Your Pockets, successivamente aggiunto alla lista tracce dell'album.
Il 30 maggio 2025 viene pubblicata una versione remixata del brano Whoa (Mind in Awe) di XXXTentacion contenente la partecipazione di Higgins. L'11 luglio seguente viene pubblicata la riedizione digitale di Legends Never Die, in occasione del suo quinto anniversario, contenente quattro tracce aggiuntive.

## Stile musicale
Higgins affermava che le sue influenze musicali sono molteplici, passando dalla musica rock alla musica rap. Durante un'intervista dichiarò che le sue più grandi influenze erano i rapper di Chicago Chief Keef e Lil Durk, il rapper di Houston Travis Scott, il rapper Kanye West e il cantante rock britannico Billy Idol. Le sue altre influenze furono Wu-Tang Clan, Fall Out Boy, Black Sabbath, Megadeth, Tupac, Eminem.
La musica di Higgins è stata etichettata come "emo" e "rock", con testi in pieno stile emo rap e argomenti simili a quelli trattati dai colleghi Lil Peep e XXXTentacion.

## Vita privata
Higgins aveva molti problemi con l'abuso di droghe, e molte volte ha apertamente parlato delle sue esperienze. Durante i suoi ultimi mesi, diversi collaboratori avrebbero svariate volte cercato di convincerlo a intraprendere un percorso di disintossicazione. Secondo Lil Bibby, che aveva lanciato la carriera del rapper nel 2017, Higgins aveva deciso di rivolgersi a un centro specializzato entro la fine del mese della sua scomparsa.
Appassionato di anime, voleva collaborare con il noto artista giapponese Takashi Murakami per creare una sua serie di animazione che incorporasse alcuni suoi brani, e in cui lui stesso sarebbe stato uno degli antagonisti. I due si incontrarono a Tokyo nel novembre del 2019, ma il progetto non si concretizzò a causa della sua scomparsa prematura il mese successivo.
Viveva a Los Angeles con la sua ragazza, Ally; i due avevano iniziato a frequentarsi nel 2018.

## Discografia
- 2018 – Goodbye & Good Riddance
- 2019 – Death Race for Love
- 2020 – Legends Never Die (postumo)
- 2021 – Fighting Demons (postumo)
- 2024 – The Party Never Ends (postumo)

## Tournée
- 2018 – The WRLD Domination Tour con Lil Mosey e YBN Cordae
- 2019 – The Nicki Wrld Tour con Nicki Minaj
- 2019 – Death Race for Love Tour con Ski Mask The Slump God

## Riconoscimenti

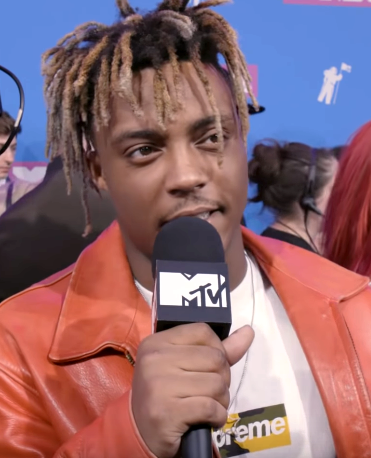
Juice Wrld agli MTV Video Music Awards nell'agosto 2018

### MTV Video Music Awards
- 2018 – "Lucid Dreams (forget me)" – Song of Summer (nomination)[108]
- 2020 – "Godzilla" - Video of the Year (nomination)[109]
- 2020 – "Godzilla" - Best Hip-Hop (nomination)[109]

### BET Awards Hip-Hop
- 2018 – Miglior artista Hip-Hop (nomination)[110]

### Billboard Music Awards
- 2019 – Miglior artista[111]
- 2022 – Miglior rapper maschile (candidato)[112]
- 2022 – Miglior artista Billboard 200 (candidato)[112]

### iHeartRadio Music Awards
- 2020 – "Death Race for Love" - Miglior album Hip-Hop[113]